# Edmílson (ur. 1982)
Edmílson dos Santos Silva (ur. 15 września 1982) – brazylijski piłkarz występujący na pozycji napastnika.

## Kariera klubowa
Od 2001 roku występował w klubach SE Palmeiras, Albirex Niigata, Urawa Reds, Al-Gharafa, FC Tokyo, CR Vasco da Gama, Red Bull Brasil, Chapecoense, Cerezo Osaka i Sport Recife.